# Скереда болотяна
{{#ifeq:0|0|{{#if:Crepis paludosa|{{#if:|[[]}}|[[]]}}}}
Скереда болотна, скереда болотяна (Crepis paludosa) — вид трав'янистих рослин родини айстрові (Asteraceae). Етимологія: лат. paludosa — «болотний».

## Опис
Багаторічник 30–80(у виняткових випадках до 120) см, який має темне, сильне коріння. Діаметр квітки 1.5–2.5 см. Сім'янки з 10 реберцями, жовтуваті; чубчик 6–7 мм завдовжки, білуватий, зі слабко-жовтуватим відтінком. Запилюється бджолами і мухами.

## Поширення
Азія: Західна Сибір, Туреччина; Європа: Білорусь, Естонія, Латвія, Литва, Україна, Австрія, Бельгія, Чехія, Німеччина, Нідерланди, Польща, Словаччина, Швейцарія, Данія, Фінляндія, Ісландія, Ірландія, Норвегія, Швеція, Велика Британія, Боснія і Герцеговина, Болгарія, Хорватія, Чорногорія, Румунія, Сербія, Словенія, Франція, Португалія, Іспанія. Населяє вологі тінисті місця.
В Україні зростає на вологих луках, на лісових болотах у Карпатах.

## Галерея

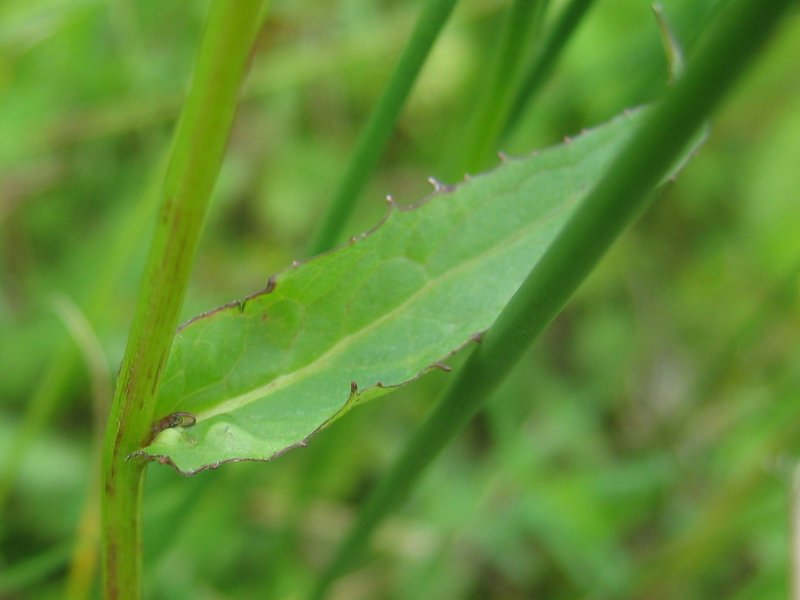
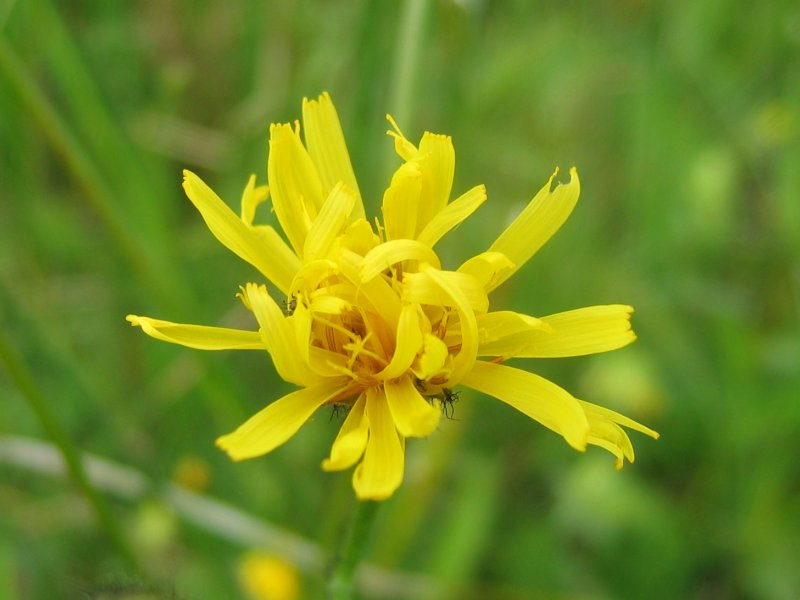
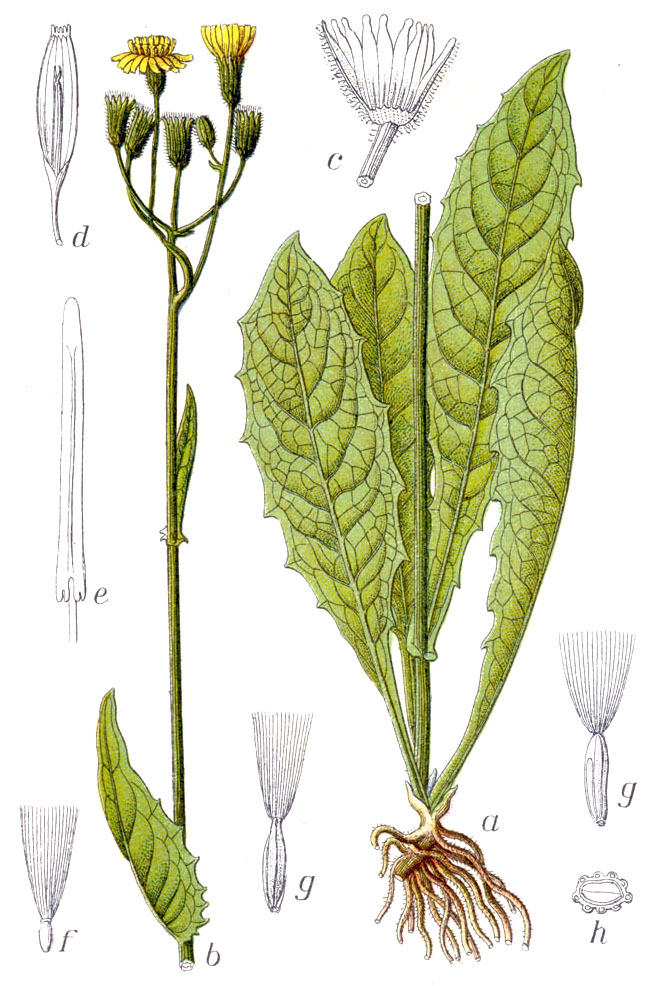